# Igor Wladimirowitsch Lebedew

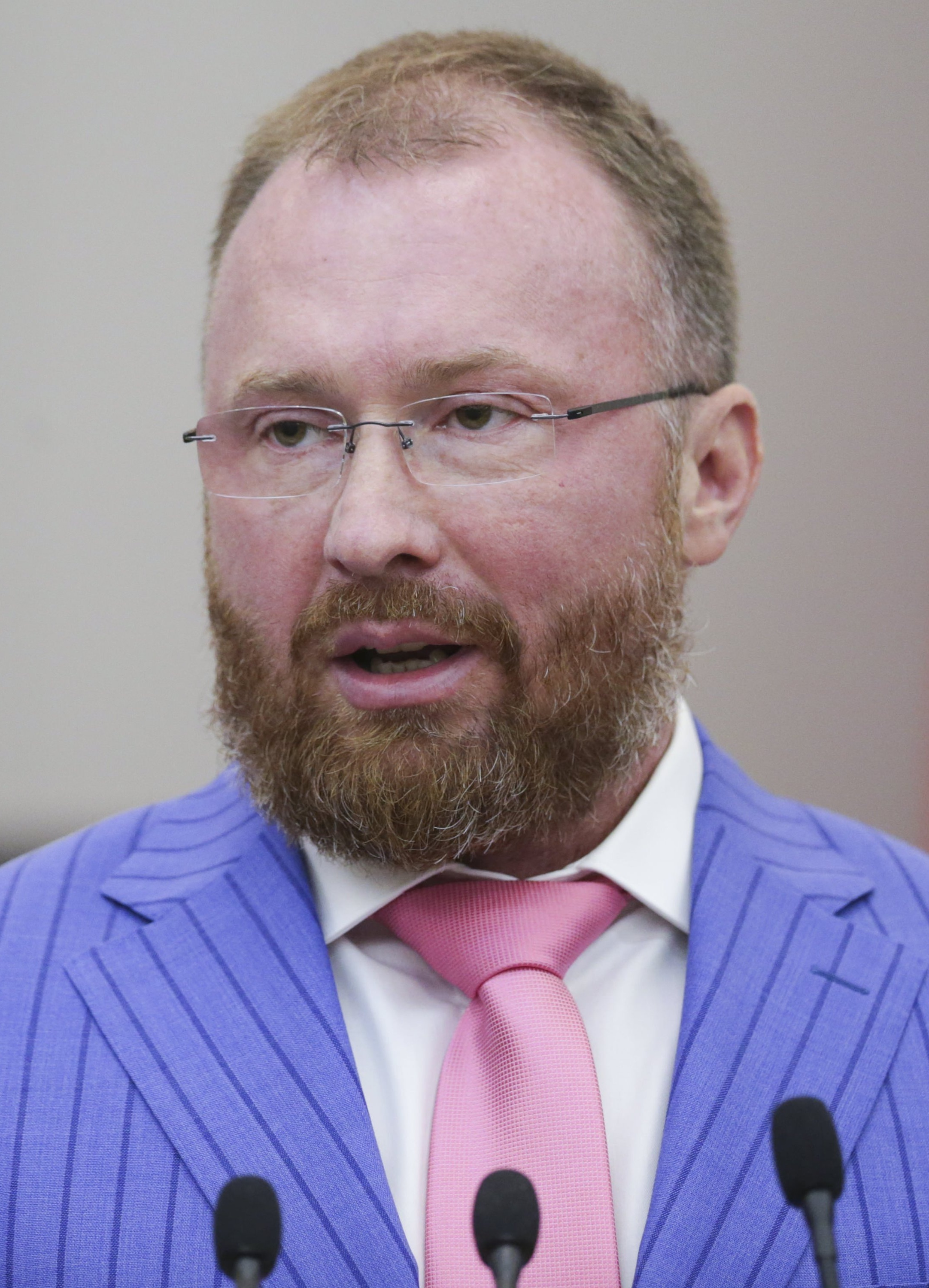
Igor Wladimirowitsch Lebedew (2019)

Igor Wladimirowitsch Lebedew (seit 2021 bürgerlich David Garcia; russisch И́горь Влади́мирович Ле́бедев; * 27. September 1972 in Moskau) ist ein ehemaliger russischer Politiker und Mitglied der rechtsextremen Partei LDPR (“Liberal-Demokratische Partei Russlands”). Er ist der Sohn von Wladimir Schirinowski.

## Karriere
Lebedew ist der einzige gemeinsame Sohn von Wladimir Wolfowitsch Schirinowski und seiner Ehefrau Galina Alexandrowna Lebedewa.
Igor Lebedew schloss 1996 die Staatliche Juristische Akademie in Moskau ab. Während seines Studiums war er als Hilfskraft in der Duma tätig. Nach Abschluss des Studiums war er 1997 bis 1998 Berater beim Minister für Arbeit und soziale Entwicklung.
Bei den Russischen Parlamentswahlen 1999 wurde Lebedew erstmals als Abgeordneter in die Duma gewählt. Als Fraktionsvorsitzender der nationalistisch-populistisch orientierten LDPR war er u. a. im Komitee für Informationspolitik und im Ausschuss für Finanzen und Steuern tätig. 2003, 2007 und 2011 wurde Igor Lebedew erneut in die Duma gewählt.
Im September 2012 kandidierte Lebedew für den Posten als Vorsitzender des Russischen Fußballbundes. Im ersten Wahlgang erhielt er nur neun Stimmen und schied gleich aus.
Im Rahmen gewaltsamer Ausschreitungen zwischen Fans und der Polizei während der Fußball-Europameisterschaft 2016 äußerte sich Lebedew, er sehe nichts Falsches in kämpfenden Fans und sie sollten damit weitermachen. Später schlug er Hooliganismus als regulären Sport mit „festem Regelsatz“ vor. Lebedew besitzt einen Doktorgrad in Sozialwissenschaften und habilitierte sich in Geschichte. Er ist Vorsitzender der Jugendorganisation der LDPR.
Am 12. September 2014 wurde er auf die „schwarze Liste der EU“ gesetzt. Kanada sanktioniert ihn am 19. Dezember 2014.

## Privates
Igor Wladimirowitsch Lebedew ist mit Ljudmila Nikolajewna Lebedewa (* 1975) verheiratet. Das Ehepaar hat Zwillingssöhne (Alexander und Sergei), die im Jahr 1998 zur Welt gekommen sind.
Im Jahr 2021 ließ er seinen Namen offiziell in David Garcia umändern und plante eine Auswanderung nach Spanien; von dem politischen Kurs der LDPR distanzierte er sich.

## Auszeichnungen
- Medaille des Verdienstordens für das Vaterland 2. Stufe (25. Juli 2006)
- Ehrenauszeichnung des Präsidenten der Russischen Föderation (21. Oktober 2009)[7]
- Offizielle Danksagung des Präsidenten der Russischen Föderation (7. Februar 2002)
- Ehrenauszeichnung des Föderationsrates der Russischen Föderation